# Menander pretus
Menander pretus is een vlindersoort uit de familie van de prachtvlinders (Riodinidae), onderfamilie Riodininae.
Menander pretus werd in 1777 beschreven door Cramer.